# Limoges
Limoges (wymowaⓘ, limɔʒ; oksyt. Limòtges) – miasto i gmina we Francji, w regionie Nowa Akwitania, w departamencie Haute-Vienne.
Według danych na rok 2005 gminę zamieszkiwały 137 502 osoby, a gęstość zaludnienia wynosiła 1730 osoby/km² (wśród 747 gmin Limousin Limoges plasuje się na 1. miejscu pod względem liczby ludności, natomiast pod względem powierzchni na miejscu 4.).
Miasto leży w północno-zachodniej części Masywu Centralnego.
Urodził się tutaj 25 lutego 1841 roku malarz francuski Auguste Renoir.
W mieście znajduje się stacja kolejowa Gare de Limoges-Bénédictins.
Ważnym zabytkiem jest katedra św. Stefana.

## Historia
Założone w czasie panowania rzymskiego cesarza Oktawiana Augusta pod nazwą Augustoritum. Ok. roku 250 zostało schrystianizowane przez św. Marcjała, pierwszego biskupa Limoges. Na XII wiek datowany jest początek rozwoju emalierstwa. W 1771 roku założono pierwszą manufakturę porcelany, a w XIX wieku Limoges uważane było już za francuską stolicę porcelany.

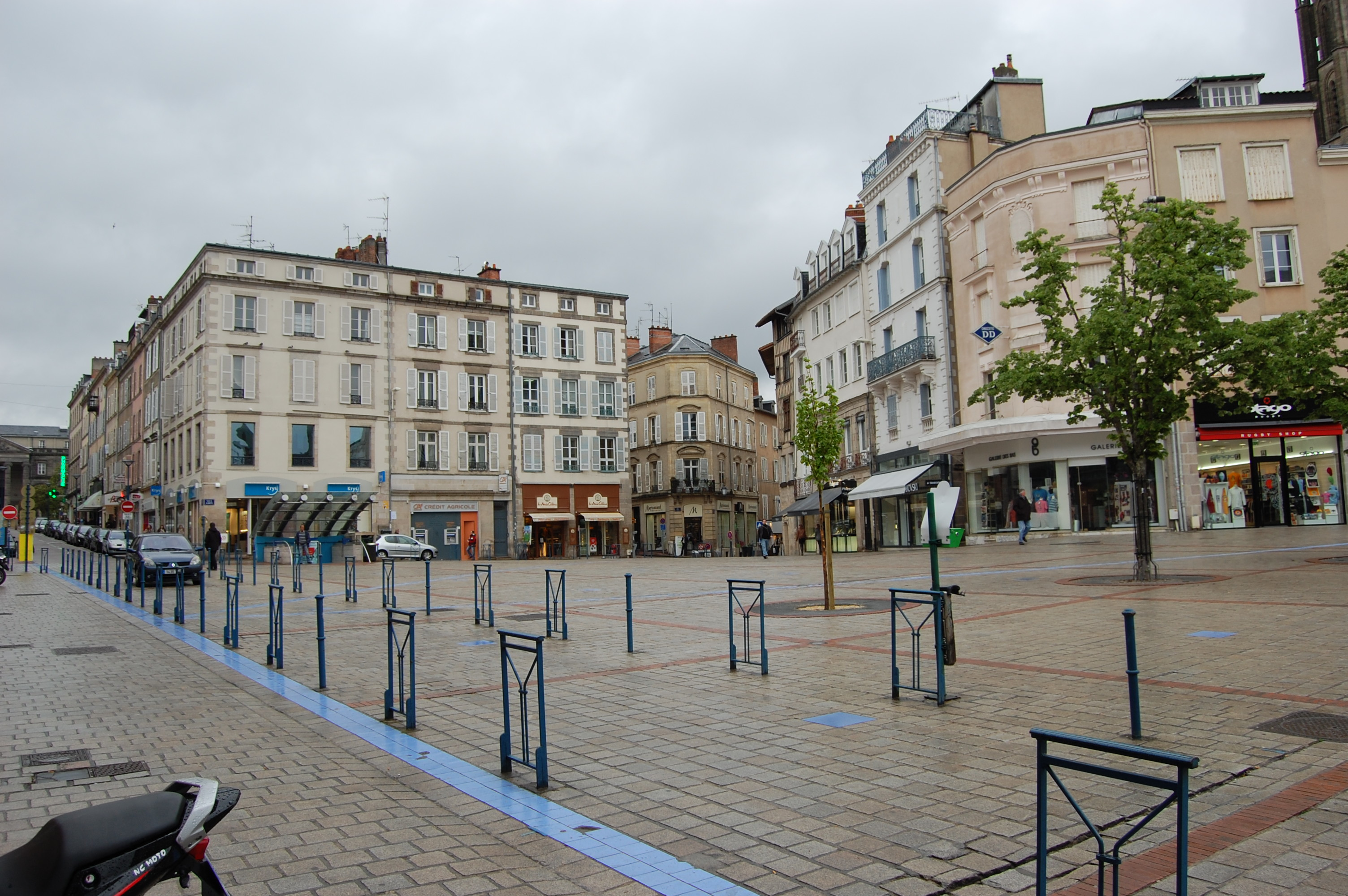
Centrum miasta, 2012
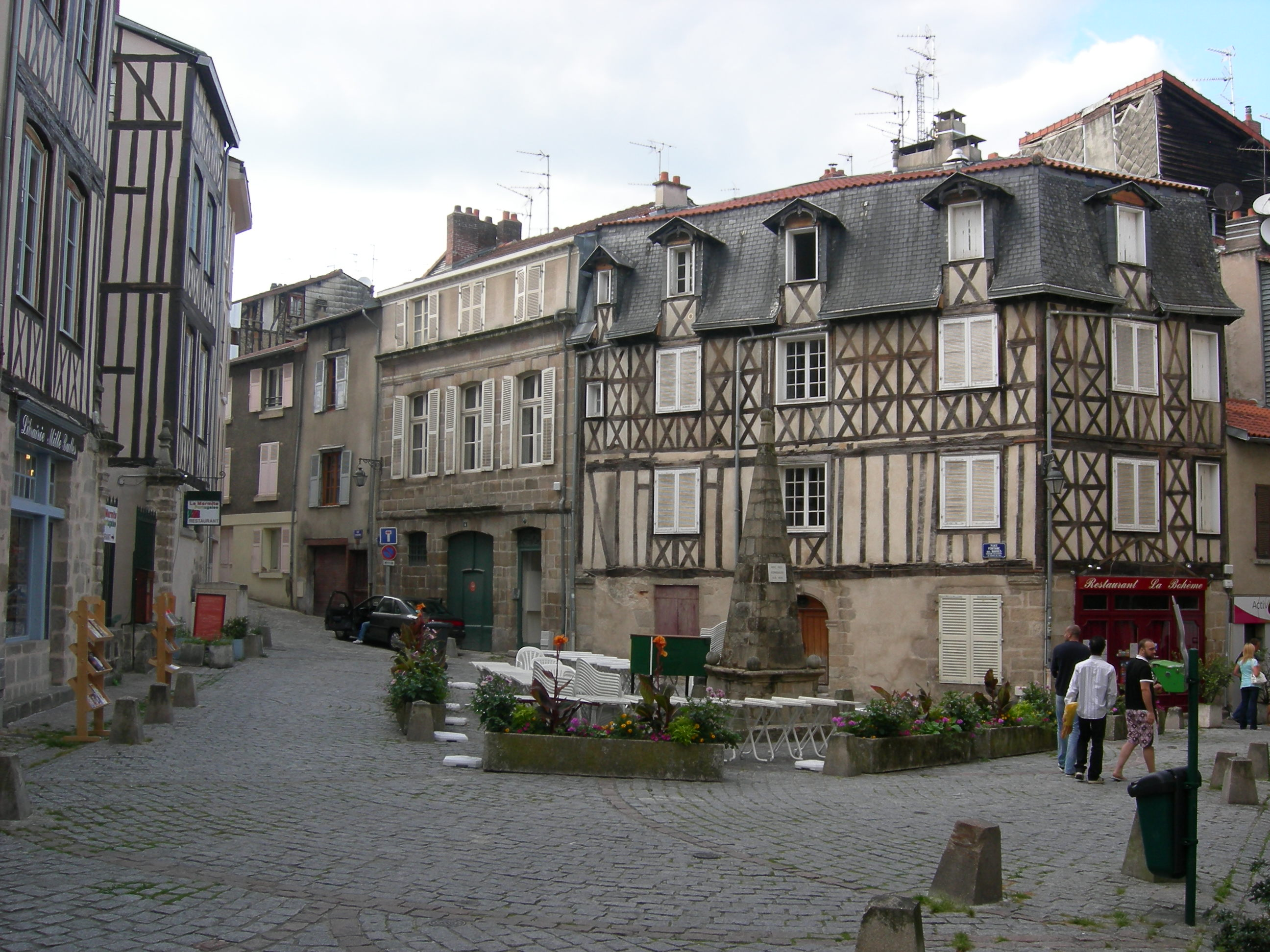
Centrum miasta, 2012
Plac de la Motte i kościół św Michała, 2010
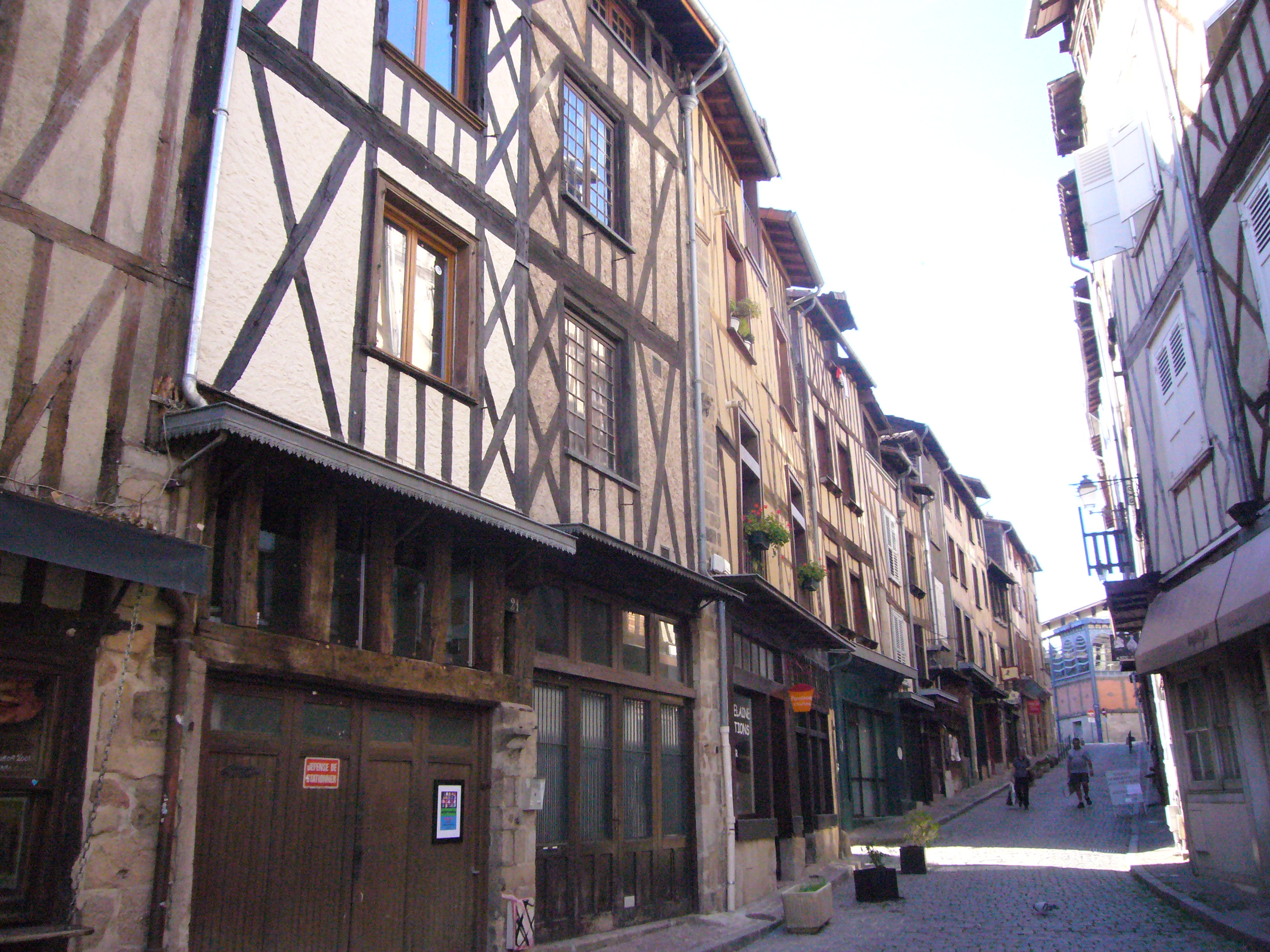
Stare miasto, 2010
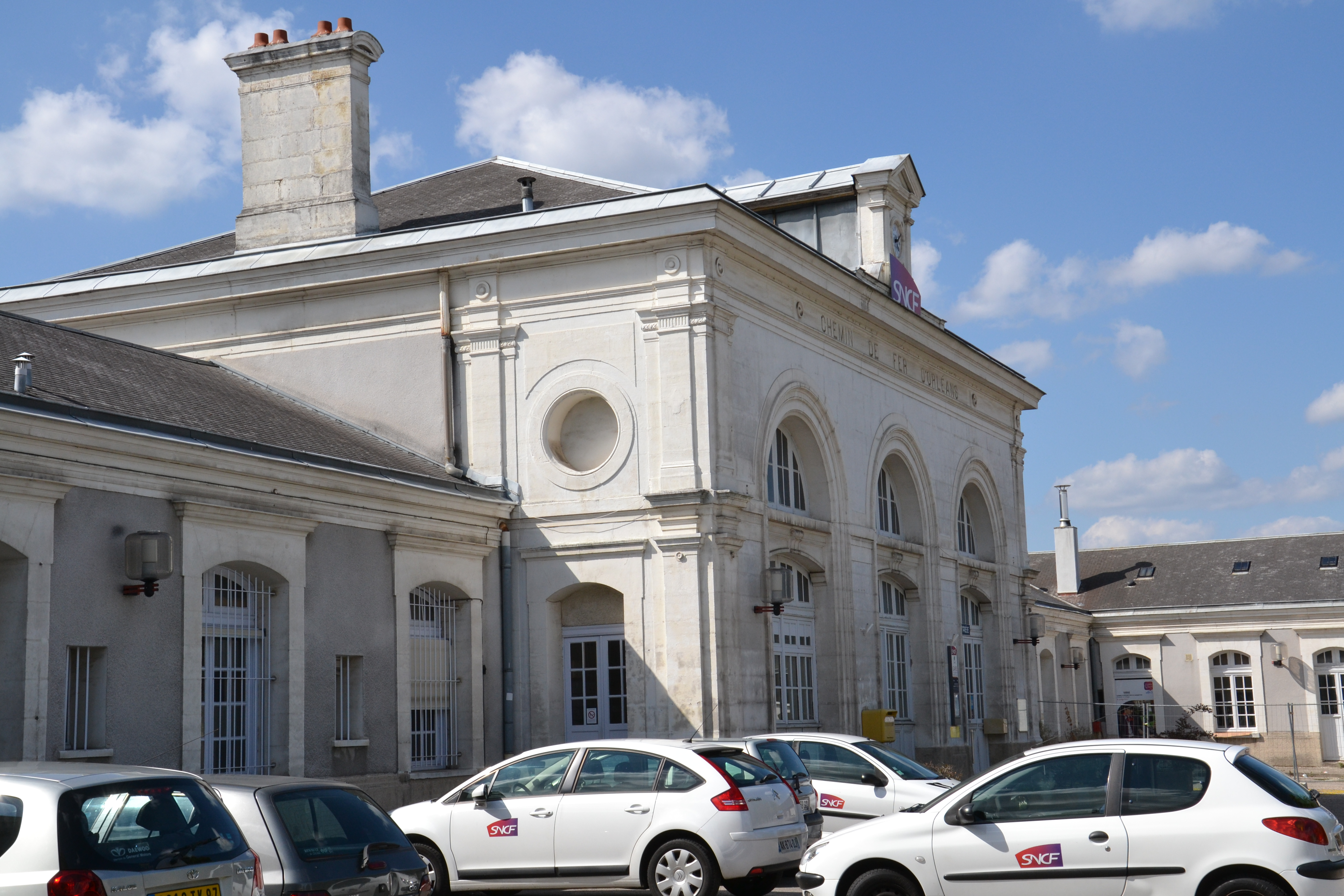
Dworzec kolejowy Limoges-Montjovis, 2011
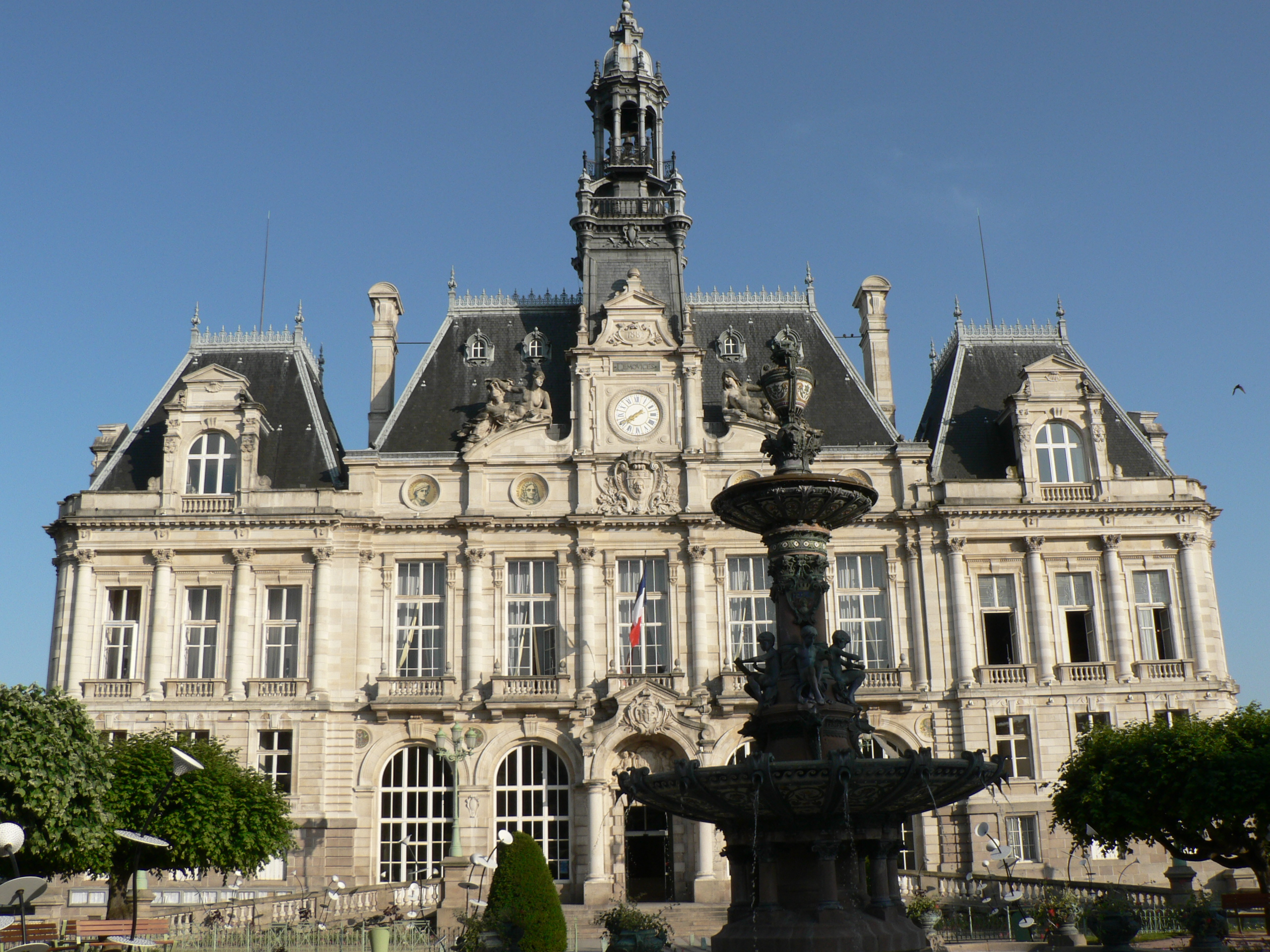
Ratusz, 2006
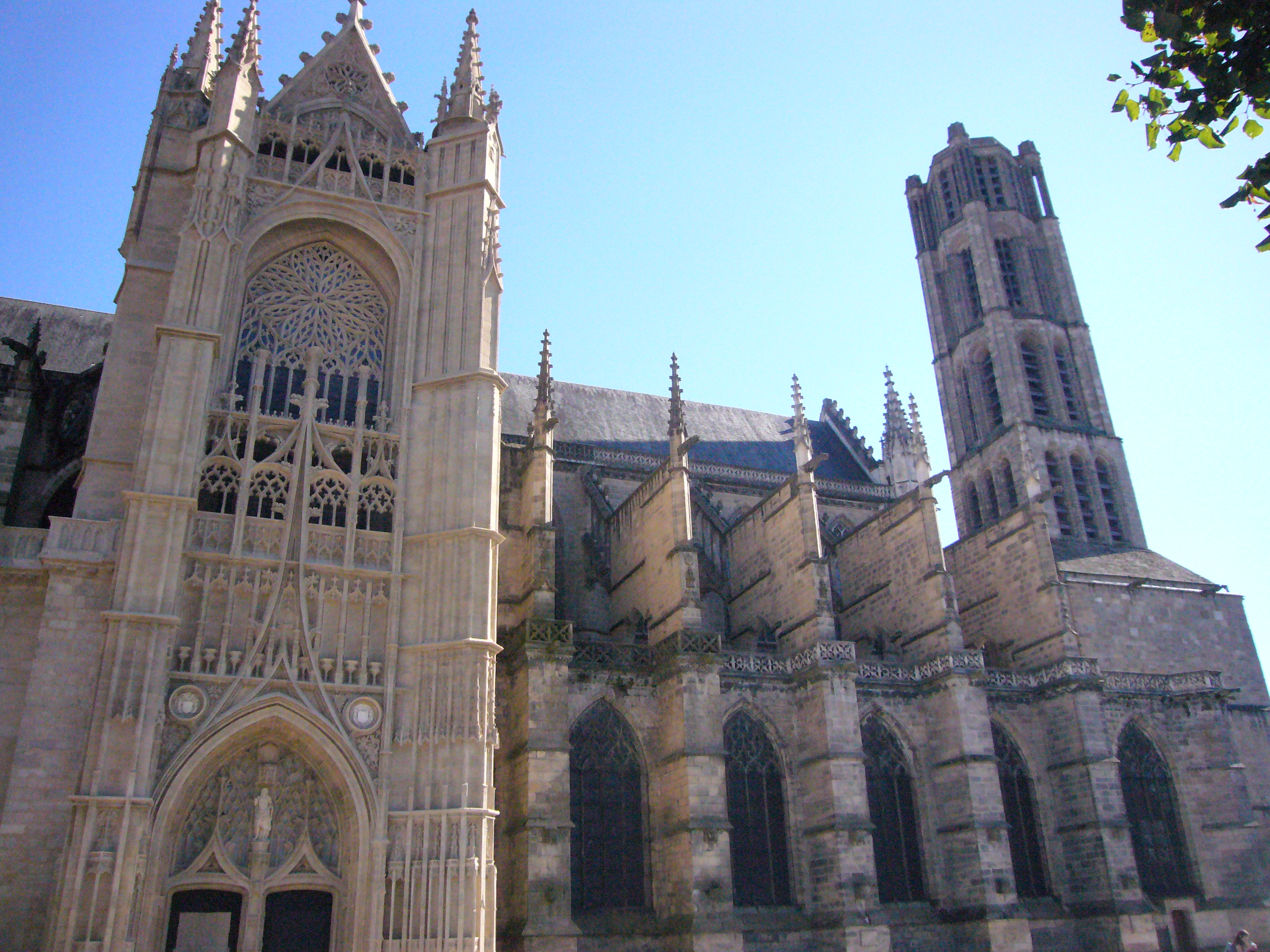
Katedra św. Stefana, 2010

## Populacja

Populacja Limoges w latach 1962–2008

## Miasta partnerskie
- Charlotte, Stany Zjednoczone
- Fürth, Niemcy
- Limoges, Kanada
- Pilzno, Czechy
- Seto, Japonia